# Alejandra Pizarnik
Flora Alejandra Pizarnik (født 29. april 1936 i Avellaneda), død 25. september 1972 i Buenos Aires), var en argentinsk digter. Hendes forældre var russiske jøder, og hun studerede ved Universidad de Buenos Aires.

## Værker
- La tierra más ajena (1955)
- La última inocencia (1956)
- Las aventuras perdidas (1958)
- Árbol de Diana (1962)
- Los trabajos y las noches (1965)
- Extracción de la piedra de locura (1968)
- El infierno musical (1971)
- La condesa sangrienta (1971)